# Македонска пъстърва
Македонската пъстърва (Salmo macedonicus, в местния говор пастръмка, на македонска литературна норма: македонска пастрмка) е сладководна риба от семейство Пъстървови (Salmonidae).

## Разпространение
Видът обитава горното течение на река Вардар, както и нейните притоци Кадина река и Треска.

## Описание
Достига тегло до 3 кг.